# Permission marketing
Il permission marketing è una strategia di marketing che disciplina l'assenso del destinatario alle comunicazioni commerciali di un'azienda.

## Opt-out
Con il termine inglese opt-out (in cui opt è l'abbreviazione di option: opzione), traducibile in italiano come "rinuncia" o "deroga", ci si riferisce ad un concetto della comunicazione commerciale diretta, secondo cui il destinatario di una comunicazione commerciale non desiderata ha la possibilità di rifiutare di ricevere ulteriori invii in futuro. In mancanza di tale rifiuto, e in virtù di una sorta di silenzio-assenso, può continuare a essere destinatario di questo tipo di comunicazioni.
I metodi di opt-out sono quindi i metodi con cui un individuo può evitare di ricevere informazioni su prodotti o servizi non desiderati. Un esempio molto comune di opt-out è l'apposizione della scritta "Niente pubblicità", o simili, sulla cassetta della posta di casa, in modo da evitare l'inserimento non desiderato di dépliant pubblicitari.

## Opt-in
Si definisce opt-in quando la comunicazione commerciale può essere indirizzata soltanto a chi abbia preventivamente manifestato il consenso a riceverla. I metodi di opt-in sono i metodi con cui un individuo può esprimere il consenso al ricevimento di informazioni su prodotti o servizi non desiderati. Un esempio molto comune di opt-in è l'invio di una e-mail per confermare la propria volontà di ricevere un servizio che potrebbe essere stato attivato senza esplicito assenso. Questo metodo prende il nome di double opt-in.